# Turvânia
Turvânia este un oraș în Goiás (GO), Brazilia.